# Крихітка
Крихітка (букв. «Крошка», имеется в виду персонаж сказочной повести Э. Т. А. Гофмана «Крошка Цахес, по прозванию Циннобер») — украинская музыкальная группа. Основана в Киеве в 2007 году как проект бывших участников группы «Крихітка Цахес» Саши Кольцовой (Каши Сальцовой), Николая Матковского, а также музыкантов Дмитрия Мрачковского и Александра Зленко.
Группа часто определяется слушателями как инди-поп-рок, поп-рок, инди-поп. Участники «Крихітки» утверждают, что не работают в рамках одного определённого жанра, но отмечают влияние таких стилей как grunge, triphop, punk-rock. И в различных источниках называют среди своих музыкальных ориентиров и любимых команд такие коллективы, как Cure, Deftones, Incubus, Skunk Anansie, Massive Attack, Bjork, Muse, Radiohead, Lamb, Nine Inch Nails, Sigur Ros, The White Stripes.

## История

### 2007—2008 годы
16 ноября 2007 года группа выступила в клубе «Хлеб» вместе с панк-коллективом «Колбасный Цех» где сыграла программу панк-версий песен «Крихітки Цахес» и «Крихітки».
Вокалистка группы Каша взяла кредит на запись альбома в шоу-программе «Акулы Бизнеса», группа начала сотрудничество с саунд-продюсерами Юрием Хусточкой, Дмитрием Шуровым и Ильей Галушко.
В 2008 году коллектив инициировал социальную акцию «Торба-Природі», направленную против нерационального употребления пластиковых пакетов, и выпустил линейку эко-сумок «Не пакуй у пластик». На показе коллекции зима-осень 2008/09 известный украинский модельер Лилия Пустовит (Poustovit) использовала принт «Крихітки» «Не пакуй у пластик» на своих экосумках.
В том же году вышел альбом украхоп коллектива ТНМК «ReФорматЦія-2» с кавером «Крихітки Цахес» на песню группы «Восени». «Крихітка», как наследник авторских прав коллектива, включила концертный номер «Восени» в свою программу.
30 марта 2008 года группа впервые выступила киевском клубе «SkyHall». Концерт группы посетили более 400 человек.
В марте 2008 года Каша Сальцова получила музыкальную премию «Непопса» как «Лучшая вокалистка». В июне 2008 года группа была одним из хедлайнеров фестиваля «Чайка» (группа странным образом выступила перед Amatory).
В июле на киевских радиостанциях Jam FM, Radio Rocks и Просто Радио стартовал первый сингл альбома «Рецепт» — «Ало-але».
Летом группа также посетила несколько украинских городов и приняла участие в фестивалях «Гуляй-Поле» и Эко-energy. В октябре 2008 года группа приняла участие в международном фестивале Moloko Music fest (Line-up — Esthetic Education, Adam Beattie and the consultants, Алина Орлова, Щастя, Прозорі, Johnny Bardo, CoMaha).
В ноябре группа дала серию концертов на Западной Украине в рамках «Восени-тур»-а.

### 2009 год
16 января 2009 группа дала первый сольный концерт с песнями из новой программы «Рецепт». Выступление группы в «Лавре» посетило более 600 человек. У группы появился публичный микроблог: @kryhitkaband.
В феврале на первом всеукраинском музыкальном телеканале М1 состоялась премьера клипа «Щось на Зразок».
28 марта 2009 группа приняла участие в экологической акции «Вимкни світло. Увімкни музику» и устроила акустический концерт в старой теплице Ботанического сада им. М. М. Гришко.
30 мая «Крихітка» протестовала против закрытия одного из старейших киевских кинотеатров «Кинопанорама» сольным концертом в зале здания. Альбом «Рецепт» попал в сеть Интернет до официального релиза.
6 августа коллектив дал концерт в помещении музея «Золотые Ворота» где исполнил кавер на группу KAMON!!! — «Брюнетка»
На участников группы подала в суд выпускающая компания Comp Music требованием передать права на альбом «Рецепт».
Группу покинул басист Дмитрий Мрачковский, «Крихітка» объявила открытый кастинг, к котором приняло участие 36 музыкантов. Несколько последующих концертов «Крихітка» сыграла с участниками кастинга и коллегами из других коллективов.
Осенью группа дала совместный концерт с сербско-украинским коллективом Shopping Hour в рамках фестиваля Gogolfest и выступила на фестивале Cosmopolitan Heels. 1 декабря MTV Украина выпустило в эфир художественный короткометражный фильм «Обними меня», посвященный проблеме ВИЧ/СПИДа, в котором снялись трое участников «Крихітки» в роли самих себя. К «Крихітке» на постоянной основе присоединился новый участник — басист Стас Галан из Одессы.
26 декабря вышел дебютный альбом группы «Рецепт». Первыми диск получили посетители концерта в столичном клубе Sullivan Room.

### 2010—2011 годы
Весной 2010 года «Крихітка» провела тур по городам Украины в поддержку альбома, а также приняла участие в программе «Мастерклас» клуба «44». В июне вокалистка группы Каша Сальцова на несколько месяцев потеряла голос и проходила лечение. Группа отменила выступления на нескольких фестивалях. В сентябре «Крихітка» — один из номинантов от Украины на премию MTV EMA в категории «Лучший украинский артист». Группа впервые на Украине презентовала стерео и 3D-фотосессии. В ноябре группа вернулась на сцену и дала несколько сольных выступлений.
Весной группа объявила на своем сайте акцию «Привези группу в свой город» — город, в котором есть 150 желающих прийти на концерт группы, сам приглашает коллектив посредством личного мейл-голосования на сайте. Первые концерты «Крихітки» по заказам зрителей прошли во Львове, Виннице, Чернигове, Белой Церкви и Ивано-Франковске. Весной 2011 года «Крихітка» впервые исполнила новую песню «Донор» на фестивале «Трипільське Коло» Летом 2011 года на фестивале «Захід» группа впервые исполнила песню «Хлопчик для серцебиття»

### 2012 год
2 сентября концертом в клубе «Толстой» коллектив попрощался с гитаристом Николаем Матковским. В октябре группа представила сингл «Хлопчик для серцебиття».

### 2013 год
Группа записала сингл укр. «Може бути» (букв. «Может быть») и выпустила релиз укр. «Хлопчик для сербцебиття» (букв. «Мальчик для сердцебиения») посредством системы CrowdREfunding — зрители компенсировали затраты на создание записи, а музыканты выложили треки в сеть для свободного распространения.

### 2014 год
Группа записала сингл укр. «Візитівка» (букв. «Визитка»), посвящённый интернет-мему «Визитка Яроша».

### 2015 год
Группа записала сингл «Цвітка», на стихи Маркияна Шашкевича из репертуара Саломеи Крушельницкой. Вышел сингл «Без імені», посвящённый волонтёрскому движению на Украине.

## Состав

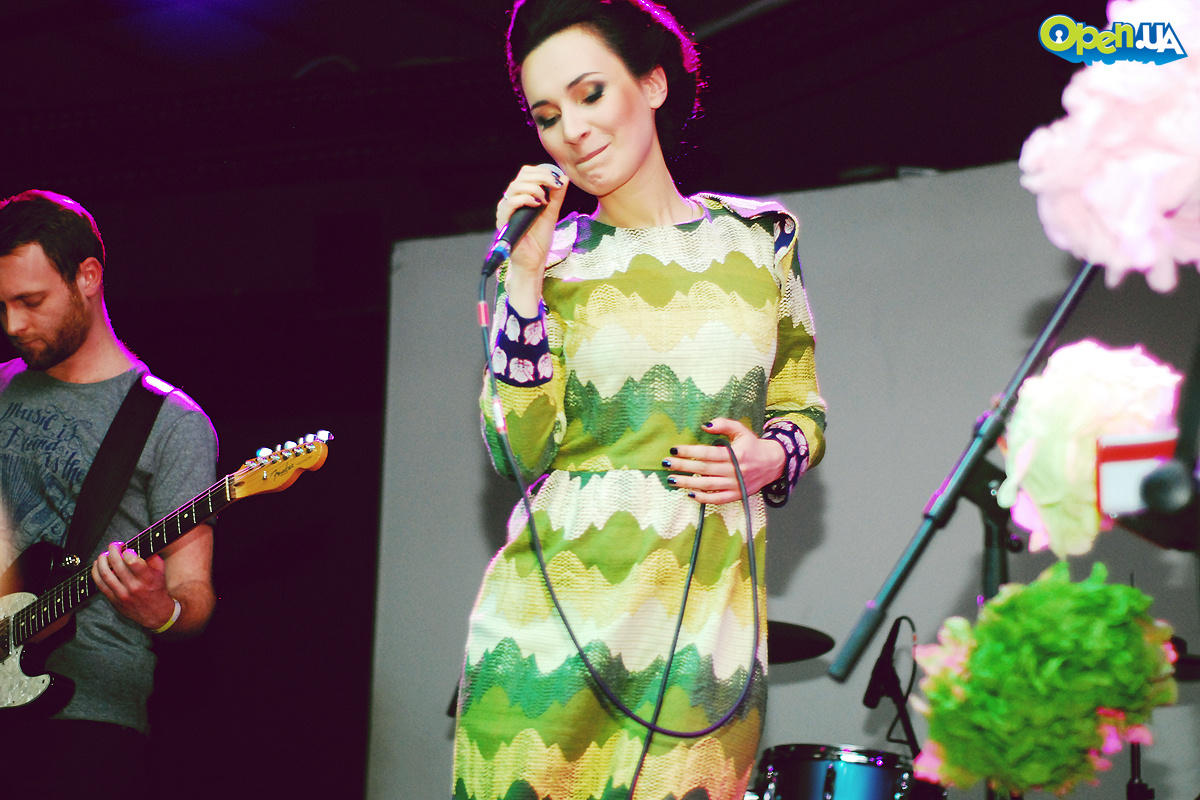
Александра Кольцова

### Текущий состав 2016
- Александра Кольцова (Каша Сальцова)
- Алексей Юрьев
- Станислав Галан
- Артур Михайленко

### Состав 2007—2009
- Саша Кольцова (Каша Сальцова)
- Николай Матковский
- Александр Зленко
- Дмитрий Мрачковский

### Состав 2009—2012
- Саша Кольцова (Каша Сальцова)
- Николай Матковский
- Александр Зленко
- Станислав Галан

### Состав 2012-13
- Саша Кольцова (Каша Сальцова)
- Александр Зленко
- Стас Галан
- Алексей Юрьев

## Дискография
- «Рецепт» 2009 (с) Fast Perfect
- «Донор» 2013 (с) Fast Perfect
- «Візитівка» 2014 сингл (с) Fast Perfect
- «Цвітка» 2015 сингл (с) Fast Perfect
- «Без імені» 2015 сингл (с) Fast Perfect

Альбом записан на студии Sugar Studio
Саунд-продюсеры: Юрий Хусточка, Дмитрий Шуров, Илья Галушко.
Мастеринг: Premises Studio
| №   | Название                           | Длительность |
| --- | ---------------------------------- | ------------ |
| 1.  | «Рецепт»                           | 4:03         |
| 2.  | «Авто»                             | 3:48         |
| 3.  | «Пульт» (feat. Louis Franck)       | 4:25         |
| 4.  | «Екземпляр»                        | 4:31         |
| 5.  | «ВМНК» (бордель & бардак версія)   | 3:25         |
| 6.  | «Плюс один»                        | 3:55         |
| 7.  | «Бай»                              | 4:10         |
| 8.  | «Щось на зразок»                   | 4:29         |
| 9.  | «Хочу почути»                      | 4:00         |
| 10. | «Ало-Але»                          | 3:44         |
| 11. | «Спорт (Давай займемось спортом?)» | 3:44         |
| 12. | «В епіцентрі»                      | 4:35         |
| 13. | «Все, що тобі потрібно»            | 4:08         |

- Kofein Version — «Рецепт»
- Gorchitza Mix — «Щось на зразок»
- Gorchitza Drumless Mix — «Щось на зразок»

## Видеоклипы
- «Щось на зразок» — оператор А. Толошный, режиссёр А. Толошный
- «ВМНК (бордель & бардак версія)» — оператор А. Сороколет, режиссёр А. Толошный
- «В епіцентрі» режиссёр съемок — Л. Кобыльчук, оператор — И. Тимченко, режиссёр монтажа — С. Галан
- «Хлопчик для серцебиття» — оператори Є. Петрик, О. Шкода, Д. Пруткін.
- «Без імені» — оператори Є.Адаменко, Д.Рибак,Жирков В, О.Гогін.

## Фильмография
- «Обійми мене» — режиссёр Л. Кобильчук, оператор И. Тимченко. Производство — «MTV Украина».